# Wissam Ben Yedder
Wissam Ben Yedder (Sarcelles, 12 agosto 1990) è un calciatore francese, attaccante svincolato. Con la nazionale francese ha vinto la UEFA Nations League 2020-2021.

## Caratteristiche tecniche
Soprannominato Benyebut o El Miarma, è dotato di una buona tecnica di base ed ottima velocità in contropiede, possiede buona precisione nel tiro e, essendo un calciatore eclettico, può ricoprire tutti i ruoli dell'attacco: ala, seconda punta e punta centrale. La sua abilità nei dribbling è frutto della sua esperienza giovanile nel mondo del calcio a 5.

## Carriera

### Club

#### Gli inizi, Tolosa
Di origini tunisine, ma nato e cresciuto in Francia, Ben Yedder inizia la propria carriera a livello locale nell'UJA Alfortville, squadra della quarta divisione francese, il Championnat de France amateur, prima di trasferirsi al Tolosa, compagine di Ligue 1 nel 2010. Il 16 ottobre 2010 fa il proprio debutto ufficiale in una partita persa per 0-2 in casa contro il Paris Saint-Germain, subentrando a Yannis Tafer. Le prime due stagioni si concludono con 16 presenze e un gol segnato nella partita persa contro l'Évian TG. Il 30 novembre 2013 segna una tripletta nella partita vinta per 5-1 in casa contro il Sochaux.
Il 20 settembre 2014, segnando su calcio di rigore contro il Caen, supera André-Pierre Gignac come miglior marcatore in campionato del Tolosa. Il 19 dicembre 2015 raggiunge il traguardo dei 50 gol con la squadra francese nella sfida pareggiata per 1-1 in casa contro il Lilla. Il 9 gennaio segna un'altra tripletta nella gara vinta per 3-1 contro lo Stade Reims.

#### Siviglia

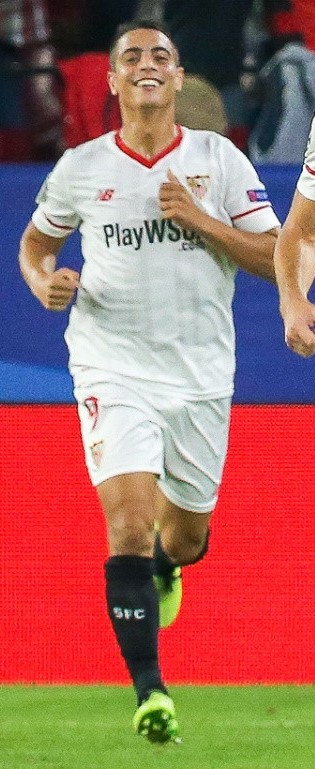
Wissam Ben Yedder con la maglia del Siviglia nel 2017

Il 30 luglio 2016 firma un contratto quinquennale con il Siviglia, che per assicurarsi le sue prestazioni investe una cifra pari a circa 9,5 milioni di euro. Dopo essere stato in panchina nella sconfitta contro il Real Madrid in Supercoppa europea, il 9 agosto, debutta il 14 agosto con il club andaluso sostituendo Luciano Vietto negli ultimi 29 minuti della partita di andata della Supercoppa di Spagna, persa per 0-2 contro il Barcellona. Il 20 agosto va a segno nella partita vinta per 6-4 contro l'Espanyol. Nella sua prima partita di UEFA Champions League segna un gol di testa contro l'Olympique Lione, facendo vincere il Siviglia per 1-0. Il 7 gennaio 2017 realizza una tripletta nella vittoria esterna degli andalusi in campionato contro la Real Sociedad.
Il 26 settembre 2017 realizza una tripletta in UEFA Champions League ai danni del Maribor, risultando il primo giocatore nella storia del club andaluso a compiere tale prestazione. Il 21 novembre seguente, con la doppietta realizzata nella partita contro il Liverpool, diventa il giocatore con più reti (8) nella storia del club andaluso in UEFA Champions League.
Il 13 marzo 2018, entrato in campo al 72º minuto al posto di Luis Muriel, realizza nel giro di 4 minuti una doppietta (decisiva per il passaggio ai quarti) per la vittoria esterna della squadra andalusa, negli ottavi di finale di UEFA Champions League contro il Manchester Utd.
Nel settembre 2018 realizza 5 gol in tre giorni: una doppietta nella partita di Europa League vinta in casa per 5-1 contro lo Standard Liegi e una tripletta nella partita vinta in trasferta per 6-2 dagli andalusi contro il Levante. Dopo quella partita diventa titolare della squadra a scapito del neoacquisto André Silva. Segna 6 gol nella fase a gironi di Europa League e 2 tra andata e ritorno dei sedicesimi di finale contro la Lazio; contro i capitolini è andato a segno sia all'andata che al ritorno. Il cammino degli andalusi in coppa s'interrompe al turno successivo contro lo Slavia Praga, nonostante Ben Yedder avesse segnato sia all'andato che al ritorno.

#### Monaco

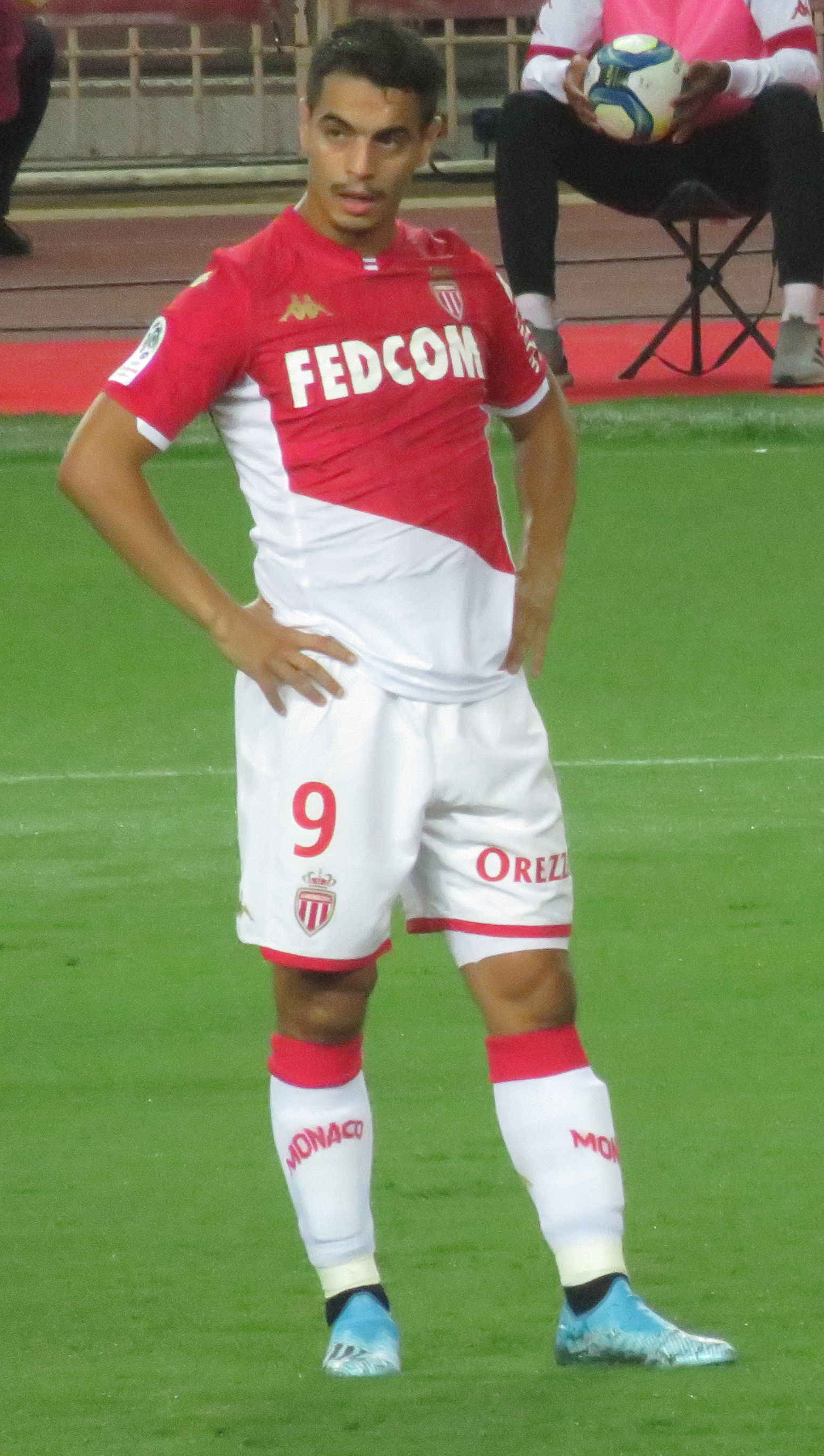
Ben Yedder con la maglia del Monaco nel 2019

Il 14 agosto 2019 viene acquistato dal Monaco per 40 milioni di euro, il valore della clausola rescissoria, dando in cambio alla squadra andalusa, il cartellino di Rony Lopes. Fa il proprio debutto con il club monegasco tre giorni dopo, in una gara contro il Metz. Il 25 agosto successivo, realizza la sua prima rete in campionato con la maglia monegasca, nella partita interna pareggiata 2-2 contro il Nîmes. Il 15 settembre dello stesso anno realizza una doppietta nella partita in casa persa per 4-3 contro l'Olympique Marsiglia. Conclude la sua prima stagione al Monaco con 26 partite giocate, 18 reti e 4 assist in Ligue 1 (terminata in anticipo a causa della pandemia di COVID-19), divenendo capocannoniere ad ex aequo con Kylian Mbappé del Paris Saint-Germain.
Nell'annata 2020-2021 sarà fondamentale per la cavalcata della propria squadra in Coupe de France, mettendo a segno una rete contro l'Olympique Lione ai quarti e una rete in semifinale contro il Rumilly-Vallières. Successivamente i monegaschi saranno sconfitti in finale dal Paris Saint-Germain per 2-0. Il 2 maggio 2021, in una gara contro il Lione, mette a segno la sua centesima rete con la maglia del Monaco. Conclude la stagione mettendo a segno 20 reti in campionato.
Nella stagione 2021-2022 cambia numero di maglia passando dal nº 9 al 10. Nel gennaio 2022 viene nominato giocatore del mese con il 56% dei voti. Termina l'annata mettendo a referto 25 reti in Ligue 1, trovandosi nuovamente dietro a Mbappé nella classifica marcatori.
Inizia stentando la stagione 2022-2023, riprendendosi poi infliggendo una doppietta ai danni Nantes il 2 ottobre 2022. Il 15 gennaio 2023 mette a segno la sua prima tripletta stagionale, questa volta ai danni dell'Ajaccio in una vittoria 7-1. Conclude la stagione con 19 reti.
Il 25 maggio 2024 viene annunciato che non avrebbe rinnovato il proprio contratto con i monegaschi, con cui ha realizzato 118 gol in 5 anni, risultando essere il secondo miglior marcatore nella storia del club dopo Delio Onnis.

#### Sepahan
Rimasto senza squadra per oltre nove mesi, il 1º aprile 2025 firma un contratto fino al 30 giugno 2026 con gli iraniani dello Sepahan.

### Nazionale
Tra settembre ed ottobre 2012 ha disputato 3 presenze, senza mai segnare, con l'Under-21 francese.
Nel marzo 2018 viene convocato per la prima volta, dal CT. Deschamps, in nazionale maggiore per le due amichevoli in programma il 23 e 27 dello stesso mese, rispettivamente contro Colombia e Russia. Debutta nella partita disputata contro la Colombia, entrando al 73º al posto di Olivier Giroud. L'11 giugno 2019 segna la sua prima rete in nazionale, contro Andorra, nella partita vinta per 4-0 in trasferta dalla Francia e valevole per le qualificazioni al campionato d'Europa 2020.
Nel maggio 2021 viene inserito nella lista dei convocati per Euro 2020, disputato con un anno di ritardo a causa della pandemia da COVID-19.

## Statistiche

### Presenze e reti nei club
Statistiche aggiornate al 15 maggio 2025.
| Stagione        | Squadra         | Campionato      | Campionato | Campionato | Coppe nazionali | Coppe nazionali | Coppe nazionali | Coppe continentali | Coppe continentali | Coppe continentali | Altre coppe | Altre coppe | Altre coppe | Totale | Totale |
| Stagione        | Squadra         | Comp            | Pres       | Reti       | Comp            | Pres            | Reti            | Comp               | Pres               | Reti               | Comp        | Pres        | Reti        | Pres   | Reti   |
| --------------- | --------------- | --------------- | ---------- | ---------- | --------------- | --------------- | --------------- | ------------------ | ------------------ | ------------------ | ----------- | ----------- | ----------- | ------ | ------ |
| 2009-2010       | UJA Alfortville | CFA             | 23         | 9          | CF              | 0               | 0               | -                  | -                  | -                  | -           | -           | -           | 23     | 9      |
| 2010-2011       | Tolosa B        | CFA2            | 17         | 11         | -               | -               | -               | -                  | -                  | -                  | -           | -           | -           | 17     | 11     |
| 2011-2012       | Tolosa B        | CFA2            | 1          | 1          | -               | -               | -               | -                  | -                  | -                  | -           | -           | -           | 1      | 1      |
| 2012-2013       | Tolosa B        | CFA2            | 2          | 2          | -               | -               | -               | -                  | -                  | -                  | -           | -           | -           | 2      | 2      |
| Totale Tolosa B | Totale Tolosa B | Totale Tolosa B | 20         | 14         |                 | -               | -               |                    | -                  | -                  |             | -           | -           | 20     | 14     |
| 2010-2011       | Tolosa          | L1              | 4          | 0          | CF+CdL          | 1+0             | 0               | -                  | -                  | -                  | -           | -           | -           | 5      | 0      |
| 2011-2012       | Tolosa          | L1              | 9          | 1          | CF+CdL          | 1+1             | 0               | -                  | -                  | -                  | -           | -           | -           | 11     | 1      |
| 2012-2013       | Tolosa          | L1              | 34         | 15         | CF+CdL          | 2+1             | 0               | -                  | -                  | -                  | -           | -           | -           | 37     | 15     |
| 2013-2014       | Tolosa          | L1              | 38         | 16         | CF+CdL          | 2+2             | 0+1             | -                  | -                  | -                  | -           | -           | -           | 42     | 17     |
| 2014-2015       | Tolosa          | L1              | 36         | 14         | CF+CdL          | 1+1             | 1+0             | -                  | -                  | -                  | -           | -           | -           | 38     | 15     |
| 2015-2016       | Tolosa          | L1              | 35         | 17         | CF+CdL          | 2+4             | 1+5             | -                  | -                  | -                  | -           | -           | -           | 41     | 23     |
| Totale Tolosa   | Totale Tolosa   | Totale Tolosa   | 156        | 63         |                 | 18              | 8               |                    | -                  | -                  |             | -           | -           | 174    | 71     |
| 2016-2017       | Siviglia        | PD              | 31         | 11         | CR              | 4               | 5               | UCL                | 5                  | 2                  | SU+SS       | 0+2         | 0           | 42     | 18     |
| 2017-2018       | Siviglia        | PD              | 25         | 9          | CR              | 6               | 3               | UCL                | 11                 | 10                 | -           | -           | -           | 42     | 22     |
| 2018-2019       | Siviglia        | PD              | 35         | 18         | CR              | 5               | 2               | UEL                | 13                 | 10                 | SS          | 1           | 0           | 54     | 30     |
| Totale Siviglia | Totale Siviglia | Totale Siviglia | 91         | 38         |                 | 15              | 10              |                    | 29                 | 22                 |             | 3           | 0           | 138    | 70     |
| 2019-2020       | Monaco          | L1              | 26         | 18         | CF+CdL          | 3+2             | 1+0             | -                  | -                  | -                  | -           | -           | -           | 31     | 19     |
| 2020-2021       | Monaco          | L1              | 37         | 20         | CF              | 4               | 2               | -                  | -                  | -                  | -           | -           | -           | 41     | 22     |
| 2021-2022       | Monaco          | L1              | 37         | 25         | CF              | 4               | 5               | UCL+UEL            | 4+7                | 2+0                | -           | -           | -           | 52     | 32     |
| 2022-2023       | Monaco          | L1              | 32         | 19         | CF              | 1               | 1               | UCL+UEL            | 2+8                | 1+4                | -           | -           | -           | 43     | 25     |
| 2023-2024       | Monaco          | L1              | 32         | 16         | CF              | 2               | 4               | -                  | -                  | -                  | -           | -           | -           | 34     | 20     |
| Totale Monaco   | Totale Monaco   | Totale Monaco   | 164        | 98         |                 | 16              | 13              |                    | 21                 | 7                  |             | -           | -           | 201    | 118    |
| apr.-giu. 2025  | Sepahan         | IPL             | 5          | 1          | CI              | 1               | 0               | AFC+AFC2           | -                  | -                  | SI          | -           | -           | 6      | 1      |
| Totale carriera | Totale carriera | Totale carriera | 459        | 223        |                 | 50              | 31              |                    | 50                 | 29                 |             | 3           | 0           | 562    | 283    |

### Cronologia presenze e reti in nazionale
| Cronologia completa delle presenze e delle reti in nazionale ― Francia | Cronologia completa delle presenze e delle reti in nazionale ― Francia | Cronologia completa delle presenze e delle reti in nazionale ― Francia | Cronologia completa delle presenze e delle reti in nazionale ― Francia | Cronologia completa delle presenze e delle reti in nazionale ― Francia | Cronologia completa delle presenze e delle reti in nazionale ― Francia | Cronologia completa delle presenze e delle reti in nazionale ― Francia | Cronologia completa delle presenze e delle reti in nazionale ― Francia |
| Data                                                                   | Città                                                                  | In casa                                                                | Risultato                                                              | Ospiti                                                                 | Competizione                                                           | Reti                                                                   | Note                                                                   |
| ---------------------------------------------------------------------- | ---------------------------------------------------------------------- | ---------------------------------------------------------------------- | ---------------------------------------------------------------------- | ---------------------------------------------------------------------- | ---------------------------------------------------------------------- | ---------------------------------------------------------------------- | ---------------------------------------------------------------------- |
| 23-3-2018                                                              | Saint-Denis                                                            | Francia                                                                | 2 – 3                                                                  | Colombia                                                               | Amichevole                                                             | -                                                                      | 73’                                                                    |
| 4-6-2019                                                               | Nantes                                                                 | Francia                                                                | 2 – 0                                                                  | Bolivia                                                                | Amichevole                                                             | -                                                                      | 46’                                                                    |
| 8-6-2019                                                               | Konya                                                                  | Turchia                                                                | 2 – 0                                                                  | Francia                                                                | Qual. Euro 2020                                                        | -                                                                      | 72’                                                                    |
| 11-6-2019                                                              | Andorra la Vella                                                       | Andorra                                                                | 0 – 4                                                                  | Francia                                                                | Qual. Euro 2020                                                        | 1                                                                      | 73’                                                                    |
| 10-9-2019                                                              | Saint-Denis                                                            | Francia                                                                | 3 – 0                                                                  | Andorra                                                                | Qual. Euro 2020                                                        | 1                                                                      | 72’                                                                    |
| 11-10-2019                                                             | Reykjavík                                                              | Islanda                                                                | 0 – 1                                                                  | Francia                                                                | Qual. Euro 2020                                                        | -                                                                      | 78’                                                                    |
| 14-10-2019                                                             | Saint-Denis                                                            | Francia                                                                | 1 – 1                                                                  | Turchia                                                                | Qual. Euro 2020                                                        | -                                                                      | 72’                                                                    |
| 17-11-2019                                                             | Tirana                                                                 | Albania                                                                | 0 – 2                                                                  | Francia                                                                | Qual. Euro 2020                                                        | -                                                                      | 86’                                                                    |
| 8-9-2020                                                               | Saint-Denis                                                            | Francia                                                                | 4 – 2                                                                  | Croazia                                                                | UEFA Nations League 2020-2021 - 1º turno                               | -                                                                      | 63’                                                                    |
| 7-10-2020                                                              | Saint-Denis                                                            | Francia                                                                | 7 – 1                                                                  | Ucraina                                                                | Amichevole                                                             | -                                                                      | 73’                                                                    |
| 11-11-2020                                                             | Saint-Denis                                                            | Francia                                                                | 0 – 2                                                                  | Finlandia                                                              | Amichevole                                                             | -                                                                      | 57’                                                                    |
| 28-3-2021                                                              | Astana                                                                 | Kazakistan                                                             | 0 – 2                                                                  | Francia                                                                | Qual. Mondiali 2022                                                    | -                                                                      | 59’                                                                    |
| 2-6-2021                                                               | Nizza                                                                  | Francia                                                                | 3 – 0                                                                  | Galles                                                                 | Amichevole                                                             | -                                                                      | 84’                                                                    |
| 8-6-2021                                                               | Saint-Denis                                                            | Francia                                                                | 3 – 0                                                                  | Bulgaria                                                               | Amichevole                                                             | -                                                                      | 84’                                                                    |
| 7-9-2021                                                               | Décines-Charpieu                                                       | Francia                                                                | 2 – 0                                                                  | Finlandia                                                              | Qual. Mondiali 2022                                                    | -                                                                      | 80’                                                                    |
| 13-11-2021                                                             | Parigi                                                                 | Francia                                                                | 8 – 0                                                                  | Kazakistan                                                             | Qual. Mondiali 2022                                                    | -                                                                      | 88’                                                                    |
| 25-3-2022                                                              | Marsiglia                                                              | Francia                                                                | 2 – 1                                                                  | Costa d'Avorio                                                         | Amichevole                                                             | -                                                                      | 75’                                                                    |
| 29-3-2022                                                              | Villeneuve-d'Ascq                                                      | Francia                                                                | 5 – 0                                                                  | Sudafrica                                                              | Amichevole                                                             | 1                                                                      | 65’                                                                    |
| 6-6-2022                                                               | Spalato                                                                | Croazia                                                                | 1 – 1                                                                  | Francia                                                                | UEFA Nations League 2022-2023 - 1º turno                               | -                                                                      | 62’                                                                    |
| Totale                                                                 |                                                                        | Presenze                                                               | 19                                                                     |                                                                        | Reti                                                                   | 3                                                                      |                                                                        |

| Cronologia completa delle presenze e delle reti in nazionale ― Francia under 21 | Cronologia completa delle presenze e delle reti in nazionale ― Francia under 21 | Cronologia completa delle presenze e delle reti in nazionale ― Francia under 21 | Cronologia completa delle presenze e delle reti in nazionale ― Francia under 21 | Cronologia completa delle presenze e delle reti in nazionale ― Francia under 21 | Cronologia completa delle presenze e delle reti in nazionale ― Francia under 21 | Cronologia completa delle presenze e delle reti in nazionale ― Francia under 21 | Cronologia completa delle presenze e delle reti in nazionale ― Francia under 21 |
| Data                                                                            | Città                                                                           | In casa                                                                         | Risultato                                                                       | Ospiti                                                                          | Competizione                                                                    | Reti                                                                            | Note                                                                            |
| ------------------------------------------------------------------------------- | ------------------------------------------------------------------------------- | ------------------------------------------------------------------------------- | ------------------------------------------------------------------------------- | ------------------------------------------------------------------------------- | ------------------------------------------------------------------------------- | ------------------------------------------------------------------------------- | ------------------------------------------------------------------------------- |
| 7-9-2012                                                                        | Senec                                                                           | Slovacchia under 21                                                             | 2 – 1                                                                           | Francia under 21                                                                | Qual. Europeo Under-21 2013                                                     | -                                                                               | 73’                                                                             |
| 10-9-2012                                                                       | La Rochelle                                                                     | Francia under 20                                                                | 4 – 0                                                                           | Cile under 21                                                                   | Amichevole                                                                      | -                                                                               | 61’                                                                             |
| 12-10-2012                                                                      | Le Havre                                                                        | Francia under 21                                                                | 1 – 0                                                                           | Norvegia under 21                                                               | Qual. Europeo Under-21 2013                                                     | -                                                                               | 59’                                                                             |
| Totale                                                                          |                                                                                 | Presenze                                                                        | 3                                                                               |                                                                                 | Reti                                                                            | 0                                                                               |                                                                                 |

## Palmarès

### Nazionale
- UEFA Nations League: 1

2020-2021

### Individuale
- Capocannoniere della Ligue 1: 1

2019-2020 (18 gol, a pari merito con Kylian Mbappé)
- Capocannoniere della Coppa di Francia: 1

2021-2022 (5 gol)
- Trophées UNFP du football: 1

Squadra ideale della Ligue 1: 2022